# من اول گفتم دوستت دارم
من اول گفتم دوستت دارم (انگلیسی: I Said I Love You First) آلبوم استودیویی مشترک از خواننده آمریکایی سلنا گومز و تهیه‌کننده موسیقی آمریکایی بنی بلانکو است. این آلبوم چهارمین آلبوم استودیویی گومز و دومین آلبوم بلانکو به‌شمار می‌رود. این آلبوم در ۲۱ مارس ۲۰۲۵ توسط اس‌ام‌جی میوزیک ال‌ال‌سی، فرندز کیپ سیکرتس و اینترسکوپ رکوردز منتشر شد. در این آلبوم، هنرمندانی مانند گریسی آبرامز و جی بالوین حضور دارند. من اول گفتم دوستت دارم در کشورهای استرالیا، آلمان، ایرلند، نیوزیلند، اسکاتلند و بریتانیا جزو ۱۰ آلبوم برتر قرار گرفته است.